# Saint-Genis-Laval
Saint-Genis-Laval är en kommun i departementet Rhône i regionen Auvergne-Rhône-Alpes i östra Frankrike. Kommunen ligger i kantonen Saint-Genis-Laval som tillhör arrondissementet Lyon. År 2022 hade Saint-Genis-Laval 21 329 invånare.

## Befolkningsutveckling
Antalet invånare i kommunen Saint-Genis-Laval
| Referens: INSEE |